# Fanny Salvini-Donatelli

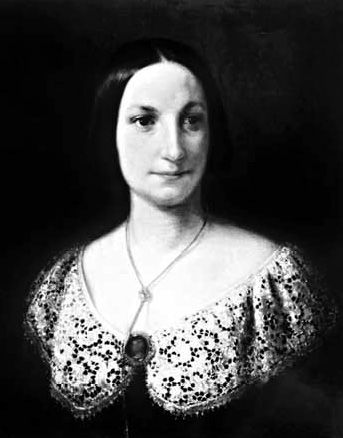
Retrato de Fanny Salvini-Donatelli de los archivos del Teatro La Fenice.

Fanny Salvini-Donatelli (h.1815 – 1891) fue una soprano italiana, conocida sobre todo por crear el papel de Violetta en la ópera de Verdi La traviata, pero también fue una admirada intérprete de otras obras del compositor, así como de aquellas por Donizetti.
Fanny Salvini-Donatelli, cuyo nombre real fue Francesca Lucchi, nació en Florencia en el seno de una familia próspera. Dificultades financieras después de la muerte de su padre le llevaron a una carrera como actriz. A principios de los años 1830 se convirtió en la segunda esposa del actor, Giuseppe Salvini, (y la madrastra del actor, mucho más famoso, Tommaso Salvini). Sin embargo, su matrimonio fue infeliz, como lo fue su relación con sus hijastros. Tras su deserción de la familia en 1842, Giuseppe Salvini obtuvo una separación tomando como base la infidelidad. Murió dos años más tarde. Mientras estuvo casada con Salvini, ella estudió canto e hizo su debut operístico en 1839 en el Teatro Apollo en Venecia como Rosina en El barbero de Sevilla. 

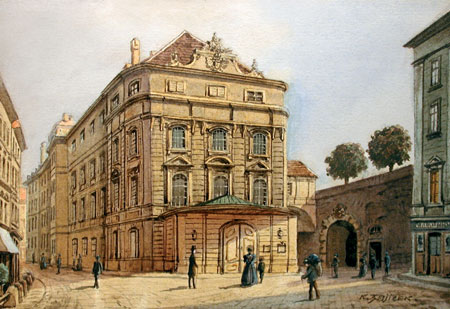
El Theater am Kärntnertor donde Salvini-Donatelli hizo su debut vienés en 1843 como Abigaille en Nabucco de Verdi.

Salvini-Donatelli tuvo una gran carrera en el canto en Italia cantando sobre todo en La Fenice y el Teatro Regio di Parma, donde en 1850 un soneto en su honor, escrito por el epigramista de la ciudad, Artaserse Folli, fue distribuido entre el público.
Cuando Salvatini-Donatelli protagonizó el estreno de La traviata tenía 38 años de edad y era bastante maciza. Tenía un físico inadecuado para interpretar a una bella joven tísica, y esto se señala como una de las razones que se citan a menuda como una de las razones para el fracaso inicial de la ópera. En el Acto III el doctor anunció que la enfermedad de Violetta había empeorado y que sólo le quedaban horas de vida, se dice que el público había estallado en risas, gritando un miembro del público: "No veo consunción, sólo hidropesía!" El propio Verdi había expresado serias dudas sobre si Salvatini-Donatelli era adecuada para el papel dos meses antes del estreno y envió a su libretista, Francesco Piave, al admisnistrador de La Fenice para transmitir su punto de vista de que Violetta exigía una cantante "con una figura elegante que sea joven y cante apasionadamente". Su petición de un cambio en el reparto no tuvo éxito.
También interpretó en La Scala, el Teatro Regio di Torino, el Teatro Comunale di Bologna, el Teatro Grande di Trieste y otros teatros italianos. Fuera de Italia, cantó en París, Barcelona, Viena (donde debutó en 1843 como Abigaille en Nabucco dirigida por el propio Verdi), y Londres (donde hizo su debut en 1858 en el Theatre Royal, Drury Lane como Leonora en Il trovatore). Aunque se la recuerda sobre todo por estrenar el papel de Violetta en La traviata, estrenó otros cuatro papeles en óperas hoy olvidadas: Editta en Allan Cameron de Giovanni Pacini (18 de marzo de 1848, La Fenice); Elmina en Elmina de Salvatore Sarmiento (8 de febrero de 1851, Teatro Regio di Parma); Clemenza en Il fornaretto de Gualtiero Sanelli (24 de marzo de 1851, Teatro Regio di Parma); y Donna Eleonora en La prigioniera Carlo Ercole Bosoni (16 de nero de 1853, La Fenice).
Se cree en general que se retiró de la escena en 1860. Sin embargo, se dice que cantó en el Teatro Real de la Moneda en Bruselas en 1877. Fanny Salvini-Donatelli murió en Milán en junio de 1891.